# Pê (Burkina Faso)
Pour les articles homonymes, voir Pê.
Pê est une commune située dans le département de Koumbia de la province de Tuy dans la région des Hauts-Bassins au Burkina Faso.

## Géographie
La commune se trouve à 9 km à l'est de Sébédougou et à 20 km au nord-est de Koumbia.

## Éducation et santé
Pê accueille un centre de santé et de promotion sociale (CSPS).